# 哈斯洛
哈斯洛是德国石勒苏益格－荷尔斯泰因州的一个市镇。总面积11.07平方公里，总人口3416人，其中男性1698人，女性1718人（2011年12月31日），人口密度309人/平方公里。